# One of Us Must Know (Sooner or Later)
One of Us Must Know (Sooner or Later) – piosenka skomponowana przez Boba Dylana, nagrana przez niego w styczniu, i wydana na albumie Blonde on Blonde w maju 1966.

## Historia i charakter utworu
„One of Us Must Know (Sooner or Later)” należy do najwcześniej nagranych utworów do albumu Blonde on Blonde. Jeśli za właściwe pierwsze sesje do tego albumu będzie się uważać sesje styczniowe, to piosenka ta została nagrana na drugiej takiej sesji 25 stycznia 1966, jeszcze w Studiu A firmy Columbia. Pierwsza sesja odbyła się 21 stycznia; powstały podczas niej ostateczna wersja She’s Your Lover Now oraz pierwsze wersje Visions of Johanna.
„She’s Your Lover Now” wydaje być się wyjściowym utworem dla „One of Us Must Know” i to zarówno pod względem muzycznym, jak i treściowym. Zapewne dlatego nie ukazał się na albumie; piosenka pochodna okazała się zdecydowanie bardziej rozwinięta. Innym utworem, który także wykazuje pewne podobieństwa jest, nagrany podczas październikowych (1965) sesji, „Can You Please Crawl Out Your Window?”, w którym jednak raczej chodzi o zerwanie związku lub przynajmniej ucieczkę.
Utwór ten jest spokrewniony także z „Boots of Spanish Leather” i jest poświęcony całkowicie jednostronnej „konwersacji” mężczyzny z kobietą. Problemem mężczyzny są jego kłopoty z wejściem na głębszy poziom intymności... Dylan przeprowadza tu właściwie autopsję romansu, dociekając co, kiedy i jak zmieniło się w związku na gorsze. Styl przybrany przez Dylana sugeruje, że oskarża on jednak przede wszystkim siebie. Jeśli napisał „Nie chciałem cię tak źle traktować” (ang. „I didn’t mean to treat you so bad”), to sam sugeruje, że zdawał sobie sprawę z tego, że jednak w jakimś stopniu traktował partnerkę źle. Utwór kończy się pesymistycznie; narrator daje znać, iż jego destrukcyjna osobowość nie ma ani zdolności, ani nawet zamiaru ograniczyć swoich krzywdzących innych wad charakterologicznych.

## Sesje i koncerty Dylana, na których wykonywał ten utwór

### 1966
Sesje do albumu
- 25 stycznia 1966 – sesja do albumu w Columbia Studios, Nowy Jork. Powstało 19 wersji utworu.
- 17 maja 1966 – koncert we „Free Trade Hall” w Manchesterze; koncerty został wydany na The Bootleg Series Vol. 4: Bob Dylan Live 1966, The „Royal Albert Hall” Concert

### 1976
Rolling Thunder Revue 2 (pocz. 18 kwietnia 1976)
19 maja 1976 – koncert w „Henry Levitt Arena”, Wichita w stanie Kansas, USA

### 1978
Światowe Tournée 1978. Od 20 lutego 1978 do 16 grudnia 1978. Cała światowa tura koncertowa Dylana liczyła 114 koncertów.
Daleki Wschód i Australia (pocz. 20 lutego 1978)
- 20 lutego 1978 – koncert w „Nippon Budokan” w Tokio w Japonii
- 21 lutego 1978 – koncert w „Nippon Budokan” w Tokio
- 23 lutego 1978 – koncert w „Nippon Budokan” w Tokio
- 24 lutego 1978 – koncert w „Matsushita Denki Taiikukan” w Hirakacie w Japonii
- 25 lutego 1978 – koncert w „Matsushita Denki Taiikukan” w Hirakacie
- 26 lutego 1978 – koncert w „Matsushita Denki Taiikukan” w Hirakacie
- 28 lutego 1978 – koncert w „Nippon Budokan” w Tokio
- 1 marca 1978 – koncert w „Nippon Budokan” w Tokio.
- 3 marca 1978 – koncert w „Nippon Budokan” w Tokio
- 4 marca 1978 – koncert w „Nippon Budokan” w Tokio
- 9 marca 1978 – koncert na „Western Spring Stadium” w Auckland na Nowej Zelandii
- 12 marca 1978 – koncert w „Festival Hall” w Brisbane w Australii
- 13 marca 1978 – koncert w „Festival Hall” w Brisbane
- 18 marca 1978 – koncert na „Westlake Stadium” w Adelaide w Australii
- 20 marca 1978 – koncert w „Myer Music Bowl” w Melbourne w Australii
- 21 marca 1978 – koncert w „Myer Music Bowl” w Melbourne
- 22 marca 1978 – koncert w „Myer Music Bowl” w Melbourne
- 25 marca 1978 – koncert w „Entertainment Center” w Perth w Australii
- 27 marca 1978 – koncert w „Entertainment Center” w Perth
- 1 kwietnia 1978 – koncert w „Sportsground” w Sydney w Australii

Los Angeles (pocz. 1 czerwca 1978)
- 1 czerwca 1978 – koncert w „Univeresal Amphitheater” w Los Angeles w Kalifornii
- 2 czerwca 1978 – koncert w „Univeresal Amphitheater” w Los Angeles
- 3 czerwca 1978 – koncert w „Univeresal Amphitheater” w Los Angeles
- 4 czerwca 1978 – koncert w „Univeresal Amphitheater” w Los Angeles
- 5 czerwca 1978 – koncert w „Univeresal Amphitheater” w Los Angeles
- 6 czerwca 1978 – koncert w „Univeresal Amphitheater” w Los Angeles
- 7 czerwca 1978 – koncert w „Univeresal Amphitheater” w Los Angeles

Europejskie tournée (pocz. 15 czerwca 1978)
- 15 czerwca 1978 – koncert w „Earls Court” w Londynie w Wielkiej Brytanii
- 16 czerwca 1978 – koncert w „Earls Court” w Londynie
- 17 czerwca 1978 – koncert w „Earls Court” w Londynie
- 18 czerwca 1978 – koncert w „Earls Court” w Londynie
- 19 czerwca 1978 – koncert w „Earls Court” w Londynie
- 20 czerwca 1978 – koncert w „Earls Court” w Londynie
- 23 czerwca 1978 – koncert na „Feijenoord Stadion” w Rotterdamie w Holandii
- 26 czerwca 1978 – koncert w „Westfalenhalle” w Dortmundzie w Niemczech
- 27 czerwca 1978 – koncert w „Westfalenhalle” w Dortmundzie
- 29 czerwca 1978 – koncert w „Deutschland Halle” w Berlinie Zachodnim
- 1 lipca 1978 – koncert na „Zeppelinfeld” w Norymberdze w Niemczech

Jesienne tournée po USA (pocz. 15 września 1978)
- 19 września 1978 – koncert w „Forum de Montreal” w Montrealu w Kanadzie
- 20 września 1978 – koncert w „Boston Gardens” w Bostonie w stanie Massachusetts
- 23 września 1978 – koncert w „War Memorial Auditorium” w Rochester w stanie Nowy Jork
- 24 września 1978 – koncert w „Broome County Veterans Memorial Arena” w Binghamton w stanie Nowy Jork
- 29 września 1978 – koncert w „Madison Square Garden” w Nowym Jorku
- 30 września 1978 – koncert w „Madison Square Garden” w Nowym Jorku
- 3 października 1978 – koncert w „Scope Arena” w Norfolk w stanie Wirginia
- 4 października 1978 – koncert w „Civic Center” w Baltimore w stanie Maryland
- 5 października 1978 – koncert w „Capital Center” w Largo w stanie Maryland
- 6 października 1978 – koncert w „The Spectrum” w Filadelfii w stanie Pensylwania
- 7 października 1978 – koncert w „Civic Center” w Providence w stanie Rhode Island
- 9 października 1978 – koncert w „Memorial Auditorium” w Buffalo w stanie Nowy Jork
- 12 października 1978 – koncert w „Maple Leaf Gardens” w Toronto w Kanadzie
- 13 października 1978 – koncert w „The Olympia” w Detroit w stanie Michigan
- 14 października 1978 – koncert w „Hulman Civic University Center” w Terre Haute w stanie Indiana
- 15 października 1978 – koncert w „Riverfront Coliseum” w Cincinnati w stanie Ohio
- 17 października 1978 – koncert na „Chicago Stadium” w Chicago w stanie Illinois
- 18 października 1978 – koncert na „Chicago Stadium” w Chicago w stanie Illinois
- 21 października 1978 – koncert w „Centenial Arena” na University Toledo w Toledo w stanie Ohio

## Dyskografia i wideografia
Singiel
- One of Us Must Know (Sooner or Later)/Queen Jane Approximately

Dyski
- Biograph (1985)
- The Bootleg Series Vol. 4: Bob Dylan Live 1966, The „Royal Albert Hall” Concert (1998)
- The Bootleg Series Vol. 7: No Direction Home: The Soundtrack (2005)

## Wersje innych artystów
- The Boo Radleys – Outlaw Blues (1972)
- Zimmermen – After the Ambulances Go (1998)
- Michel Montecrossa – Jet Pilot (2000)
- Clarence Bucaro na albumie różnych wykonawców Blues on Blonde on Blonde (2003)

## Listy przebojów
| Rok       | Singel                                  | Lista              | Pozycja |
| --------- | --------------------------------------- | ------------------ | ------- |
| luty 1966 | „One of Us Must Know (Sooner or Later)” | Billboard. Hot 100 | 119     |
| maj 1966  | „One of Us Must Know (Sooner or Later)” | UK Chart           | 33      |